# Pilot Mountain (Alberta)
Pilot Mountain is een berg in het dal van de rivier de Bow van Banff National Park in Alberta in Canada. Ze is gesitueerd ten zuidoosten van Redearth Creek en direct ten westen van de Trans-Canada Highway. Ze maakt deel uit van de Massive Range in de Canadian Rockies.
De berg kreeg zijn naam van George Mercer Dawson in 1884 voor zijn locatie alwaar de Bow Valley van richting veranderd, wat verre uitzicht biedt op de berg langs de vallei. In 1885 werd de berg voor het eerst beklommen door de Geological Survey of Canada
Pilot Mountain kan worden scrambled op de noordwestkant door iemand met goede routevindende eigenschappen. De nabijgelegen Mount Brett (2.984 m) kan beklommen worden vanaf een richel uit de westelijke hellingen van Pilot Mountain.